# 朴鐘圭
朴 鐘圭（パク・チョンギュ 、ぼく しょうけい、朝鮮語: 박종규、1930年5月28日 - 1985年12月3日）は、大韓民国の政治家。第2代大統領警護室長、第10代韓国国会議員。漢字表記は朴鍾圭とも。

## 経歴
日本統治時代の慶尚南道昌原郡に生まれた。幼少期から家族と共に東京で生活し、光復後に帰国した。建国大学校政治・外交学科卒、延世大学校行政大学院を修了した。
1947年に国防警備隊に入隊し、下士官として服務中、陸軍総合行政学校第5期に入校し、陸軍少尉に任官された。その後、米陸軍歩兵学校と空挺学校を経て陸軍本部情報局、合参議長専属副官などを歴任した。陸軍本部情報局時代に朴正熙、金鍾泌などと共に勤務した縁で、5・16軍事クーデターの核心要員として参加し、朴正熙の警護、空輸団出動、国務総理張勉の逮捕などの任務を担当した。クーデター後に朴正熙の警護責任者を任され、国家再建最高会議の発足と同時に警護隊長を務めた。
1963年の第三共和国発足と共に陸軍大佐として予備役に編入し、大統領府警護室次長を経て1964年5月17日から第2代大統領警護室長を務めていたが、文世光事件で当時大統領を務めていた朴正煕の妻である陸英修が射殺されたことの責任を負って1974年8月15日に辞任した。警護室長在任中に学校法人慶南学院を設立し慶南大学校理事長を務めたほか、退任後に大韓射撃連盟会長、アジア射撃連盟会長を経て、1978年12月12日に実施された第10代総選挙に民主共和党の公認で立候補して当選し、国会議員となった。在任中に大韓体育会会長、大韓オリンピック委員会委員長、アジア競技団体総連盟会長を務めた。1980年の新軍部による戒厳後に77億ウォンの不正蓄財の疑いで調査を受けて、政界から引退した。退任後に国際オリンピック委員会委員を務めたが、委員任期中の1985年12月3日に肝癌により55歳で亡くなった。

## 親族
- 朴在圭（朝鮮語版）（弟） - 政治学者、教授。第26代統一部長官。

## エピソード
ピストル朴（피스톨 박）の異名で知られており、朴正煕に不用意に近づく人物に無条件に拳銃を撃つ人であった。大統領警護室長を務めていた全盛期には長官であろう道知事であろうと朴が暴行を加えたことがあり、元文化公報部長官の洪鍾哲は彼のピストルで足首に貫通傷を負った。また、元全羅北道知事の李春成はたばこをくわえていた朴正煕にライターで火をつけようとしたが、ライターの火が大きすぎたため、朴は「閣下を驚かせた」という理由で李を殴った。その行為には朴正煕も眉を顰めており、時折朴に対して叱責したという。